# Hinunangan
Hinunangan è una municipalità di terza classe delle Filippine, situata nella provincia di Leyte Meridionale, nella regione di Visayas Orientale.
Hinunangan è formata da 40 barangay:
- Ambacon
- Badiangon
- Bangcas A
- Bangcas B
- Biasong
- Bugho
- Calag-itan
- Calayugan
- Calinao
- Canipaan
- Catublian
- Ilaya
- Ingan
- Labrador

- Libas
- Lumbog
- Manalog
- Manlico
- Matin-ao
- Nava
- Nueva Esperanza
- Otama
- Palongpong
- Panalaron
- Patong
- Poblacion
- Pondol

- Salog
- Salvacion
- San Pablo Island
- San Pedro Island
- Santo Niño I
- Santo Niño II
- Tahusan
- Talisay
- Tawog
- Toptop
- Tuburan
- Union
- Upper Bantawon